# Арувими
Арувими (на френски: Aruwimi) е река в Централна Африка, в североизточната част на Демократична република Конго, десен приток на Конго. Дължината ѝ е 1287 km, а площта на водосборния басейн – 116 100 km². Река Арувими води началото си под името Итури, на 1409 m н.в. от западните склонове на Сините планини, простиращи се покрай западния бряг на езерото Алберт. В горното си течение река Итури тече в южна и югозападна посока, а след селището Буча – на запад-северозапад. При град Бомили река Итури се съединява с идващата отдясно река Непоко и двете заедно дават началото на същинската река Арувими, която също тече предимно в западна посока. В горното и в част от средното си течение река Арувими – Итури тече през платовидни райони в сравнително тясна долина с множество бързеи, прагове и водопади (най-голям Панга). В долното си течение Арувими е със спокойно и бавно течение. Влива се отдясно в река Конго, на 361 m н.в., при град Басоко. Основни притоци: леви – Шари, Ибина, Ленда; десни – Епулу, Нгаю, Непоко, Калумете, Бунга, Лулу. Подхранването на реката е предимно дъждовно и е пълноводна в периода на дъждовете, от март до октомври, със среден годишен отток 2200 m³/s. Първото изследване на почти цялото ѝ течение е извършено от американския изследовател на Африка Хенри Мортън Стенли през 1887 г.